# La dama e il cowboy
La dama e il cowboy (The Cowboy and the Lady) è un film del 1938 diretto da H.C. Potter.

## Trama
Dopo alcune sorprendenti circostanze e strani incontri un modesto cowboy riesce a sposare la figlia di un noto giudice destinato a partecipare come candidato per la nomina alla presidenza del paese. Ma nel momento in cui il padre della giovane scopre le origini del marito della figlia, temendo pessime conseguenze per la sua campagna elettorale insiste perché la coppia si separi. Solo in quel momento il cowboy scopre le origini della moglie e, anche lui si convince per la separazione, ma il giudice rivedrà la sua rigida posizione e lascerà che i due giovani sposi vivano il loro autentico amore e il loro matrimonio.

## Riconoscimenti
1939 – Premio Oscar
- Miglior sonoro